# باشگاه ورزشی جیانا ارمنیو
باشگاه ورزشی جیانا ارمنیو (انگلیسی: AS Giana Erminio) یک باشگاه فوتبال مستقر در گرگنتزولا، ایتالیا است که در حال حاضر در سری سی ایتالیا، سومین سطح لیگ فوتبال در این کشور به فعالیت می‌پردازد.
آن‌ها بازی‌های خانگی خود را در ورزشگاه چیتا دی گونزالو، مستقر در گرگنتزولا انجام می‌دهند که به اندازه ۳۷۶۶ صندلی گنجایش پذیرش تماشاگر دارد.

## تاریخچه
تاریخچه ورزشی تیم به سال ۱۹۰۹ برمی‌گردد، زمانی که گروهی از جوانان گورگونزولایی باشگاه ورزشی آرژنتیا (از نام قدیمی لاتین شهر، کورته آرژنتیا) را تأسیس کردند و فعالیت‌های رقابتی خود را در مسابقات محلی آغاز کردند. در سال ۱۹۲۸، آرژنتیا به FIGC پیوست و در ترزا دیویژن ثبت‌نام کرد که در آن زمان بالاترین سطح فوتبال منطقه لمباردی و چهارمین سطح مسابقات ایتالیایی بود.

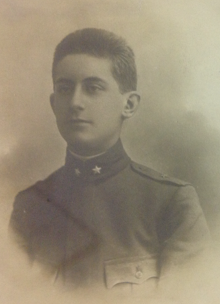
هرمینیو جیانا

در دهه ۱۹۳۰، آرژنتیا منحل شد و در سال ۱۹۳۱ باشگاه ورزشی گرگنتزولا تأسیس شد که در سال ۱۹۳۲ نام ارمینو جیانا را به‌خاطر یک جوان ۱۹ ساله گورگونزولایی به خود گرفت، که ستوان چهارم از هنگ آلپینو «آوستا» بود و در ۲۸ ژوئن ۱۹۱۶ در کوه زونا (بین استان‌های ترنتو و ویتنزا) در طول جنگ جهانی اول جان باخت و به خاطر شجاعتش مدال نقره شجاعت نظامی دریافت کرد. در سال ۱۹۴۴، این باشگاه نام خود را به انال گرگنتزولا تغییر داد و سپس در سال ۱۹۴۷ به آ. اس. ارمینو جیانا تبدیل شد. مادر این سرباز تصمیم به حمایت مالی از تیم گرفت و برای گرامیداشت یاد جیانا و به عنوان تشکر، تصمیم گرفت پیراهن رسمی بازی را به رنگ سیاه (برای نشان دادن سوگواری) با لبه‌های سفید، شورت‌های سفید و جوراب‌های سیاه با لبه سفید انتخاب کند. در ادامه، لباس تغییراتی بیشتری به خود گرفت و رنگ‌های سفید و آبی را به خود اختصاص داد، اما گاهی جزئیات سیاه را حفظ کرد.

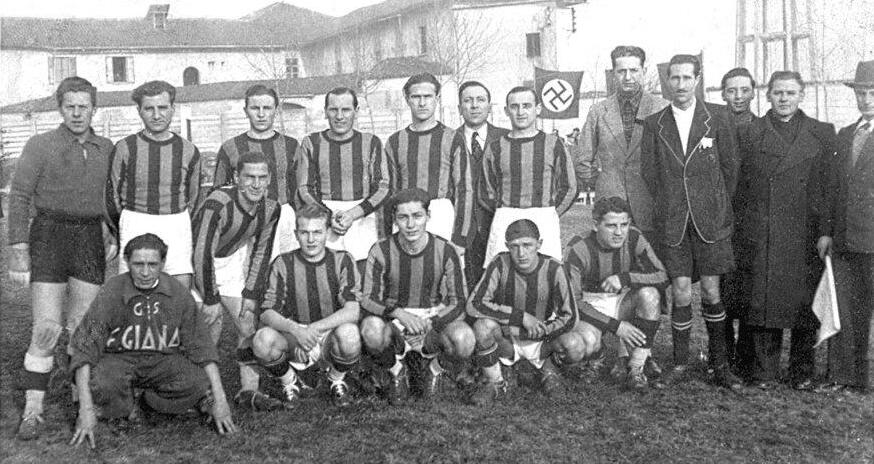
عکس گروهی از تیم ارمینو جیانا در ۱۹۳۹.

این تیم (که بعداً نامش به جیانا ارمینو تغییر یافت) برای دهه‌ها در مسابقات منطقه‌ای لمباردی شرکت کرد و هرگز فراتر نرفت. رشد سطح فعالیت به‌خاطر کمک‌های کارآفرین اورسته بامونته بود که در سال ۱۹۸۵ باشگاه را خرید و به آن ثبات اقتصادی و مدیریتی بخشید و اجازه داد که به‌طور ثابت در بین پروموزیونه و اکسلنزا فعالیت کند.
از فصل ۲۰۱۱–۲۰۱۲، جیانا شروع به کسب نتایج مثبت کرد: این تیم به ترتیب برنده گروه اف پروموزیونه لمباردی، سپس گروه بی اکسلنزا لمباردی و در نهایت گروه آ سری دی (که جیانا برای اولین بار در آن شرکت می‌کرد) شد؛ بنابراین، در ۲۰۱۴، این باشگاه گورگونزولایی برای اولین بار در تاریخ خود وارد فوتبال حرفه‌ای ایتالیا شد. ارتقا، نیازمند انجام کارهای گسترش و تطبیق استادیوم شهرداری شهر گورگونزولا بود و جیانا را مجبور کرد به‌طور موقت زمین خانگی خود را به استادیوم بریانتئو در مونتسا منتقل کند. پس از اتمام کارها و با نظرات مثبت کمیسیون نظارت استانی بر مکان‌های عمومی و لیگا پرو، استادیوم در ۱۶ مارس ۲۰۱۵ دوباره قابل استفاده اعلام شد؛ در ۲۰ مارس، کمیسیون معیارهای زیرساخت‌های فدراسیون فوتبال ایتالیا مجوز بازگشایی این مکان را صادر کرد و به جیانا اجازه داد تا از بازی خانگی خود در روز شنبه ۲۱ مقابل کالچیو ونتزیا شروع کند..
اولین فصل حضور در فوتبال حرفه‌ای با بقا به پایان رسید که در ۱ مه ۲۰۱۵ با پیروزی خارج از خانه در بولزانو مقابل باشگاه فوتبال سودتیرول، یک بازی پیش از پایان فصل، حاصل شد. سال بعد نیز وضعیت مشابهی داشت و جیانا در سی‌ودومین هفته مسابقات با پیروزی در خارج از خانه مقابل الگو:Calcio Padova بقا خود را تضمین کرد. در هر دو فصل، تیم هسته اصلی خود را حفظ کرد و با افزودن بازیکنانی از رده‌های جوانان خود و همچنین بازیکنانی که با هزینه کم از تیم‌های غیرحرفه‌ای جذب کرده بودند، تقویت شد. همچنین برخی از حرفه‌ای‌های با تجربه‌تر مانند آندره گاسبارونی، کلودیو گراوسو، تیزانو پولنگی، سالواتوره برونو و الکس پیناردی به تیم پیوستند.
در سومین فصل حضور در سری سی، جیانا یک جهش کیفیتی را تجربه کرد: به‌خصوص به‌خاطر یک دور برگشت با سطح بالا (و گلزنی برونو)، سفید و آبی‌ها فصل را در جایگاه پنجم گروه آ به پایان رساندند و برای اولین بار در تاریخ خود به پلی‌آف برای ارتقا به سری بی راه یافتند. همچنین نتیجه مشابهی در فصل ۲۰۱۷–۲۰۱۸ به دست آمد.
فصل ۲۰۱۸–۲۰۱۹ دشوارتر بود، به‌طوری که مربی چزاره آلبه پس از حدود ۲۵ سال استعفا داد و به سمت معاونت منصوب شد. تیم به رائول برتارلی (مربی در فصل‌های قبل) سپرده شد و او نتوانست تیم را در سطح خوبی نگه دارد. در ۱۹ ژانویه ۲۰۱۹، پس از شکست ۵–۰ مقابل کالچیو ایمولسه و با قرار گرفتن تیم در جایگاه دوم از انتها در گروه بی، برتارلی استعفا داد. پس از بازگشت کوتاه آلبه، در ۲۵ فوریه، نیمکت به ریکاردو ماسپرو سپرده شد که تیم را احیا کرد و آن‌ها را یک بازی پیش از پایان فصل به بقا رساند.
دوران مربیگری ماسپرو اما کوتاه‌مدت بود، در سال بعد، یک بحران جدید عملکرد او را به اخراج کشاند و آلبه به‌طور ثابت به تیم بازگشت. در اوایل سال ۲۰۲۰، جیانا با وجود اینکه هنوز در قعر جدول گروه A سری C قرار داشت، نشانه‌های بهبودی را نشان داد، اما مسابقات به دلیل شیوع کووید-۱۹ متوقف شد که از ماه فوریه به «بسته شدن» تقریباً کامل سیستم ورزشی ایتالیا منجر شد. پس از چند ماه توقف و تنش بین تیم‌ها، فدراسیون فوتبال ایتالیا، در ۸ ژوئن ۲۰۲۰ تصمیم به تثبیت وضعیت در سه گروه سری سوم (با بیش از ۱۰ بازی از فصل که برگزار نشده بود) گرفت و به‌طور مستقیم تیم‌های اول و آخر را ارتقا و تنزل داد و برگزاری پلی‌آف و پلی‌آوت را برای واجدین شرایط تعیین کرد؛ بنابراین جیانا به پلی‌آف تنزل پیوست، که در نهایت ساردها با پیروزی خانگی ۱–۰ و تساوی بیرونی ۱–۱ پیروز شدند. با این حال، سقوط به دنیای غیرحرفه‌ای به‌طور خودکار در ۳۱ اوت ۲۰۲۰ با بازگشت جیانا به سری سوم به‌منظور تکمیل ترکیب‌ها باطل شد.
جیانا در فصل ۲۰۲۰–۲۰۲۱ نیز در قعر جدول قرار داشت: تیم که ابتدا به چزاره آلبه سپرده شده بود، در پایان نیم‌فصل در جایگاه ۱۹ و دوم از انتها قرار گرفت. استخدام مربی اسکار بریوی به بهبودی منجر شد و در دور برگشت، سفید و آبی‌ها از قعر جدول فاصله گرفتند و با عملکرد ضعیف پیستوئیزه و لوکسه (دوم از انتها و سوم از انتها، اما به دلیل فاصله بیش از هشت امتیاز از تیم‌های بالایی از پلی‌آوت مستثنی شدند) در نهایت به جایگاه ۱۶ و بقا دست یافتند. سقوط در فصل ۲۰۲۱–۲۰۲۲ تحقق یافت، جایی که جیانا فصل را در جایگاه نوزدهم به پایان رساند و در پلی‌آوت در تقابل با ترنتو شکست خورد.
با توجه به اینکه ورود مجدد به سری سی غیرممکن شد، جیانا ارمنیو به سری دی گروه دی فرستاده شد؛ نیمکت به آندره چیاپلا، کاپیتان سابق سفید و آبی و مربی از رده‌های جوانان سپرده شد. تیم از همان ابتدا در صدر جدول قرار گرفت و تنها رقیبش کالچیو پیستویسه بود که در انتهای فصل به‌طور موقت توانست از آن جلو بزند، اما جیانا دوباره از آن پیشی گرفت. در ۳۰ آوریل ۲۰۲۳، به لطف پیروزی خانگی مقابل کورتیسلا و تساوی همزمان پیستوئیز مقابل راونا، بیانکازوری‌ها یک روز مانده به پایان فصل عادی، گروه خود را به دست آوردند و مستقیماً به سری سی صعود کردند. در همان فصل جیانا برای اولین بار در تاریخ خود به فینال سری دی کوپا ایتالیا نیز رسید.